# Eyjafjörður
L'Eyjafjörður, toponyme islandais signifiant littéralement en français « fjord des îles », est un fjord d'Islande situé dans le Nord du pays. S'avançant de soixante kilomètres à l'intérieur des terres ce qui fait de lui l'un des fjords les plus longs du pays, il est délimité à l'ouest par la Tröllaskagi, à l'est par la Flateyjarskagi et s'ouvre au nord sur la mer du Groenland.
L'Eyjafjarðará se jette dans l'Eyjafjörður à son extrémité méridionale. Le fjord tire son nom de la présence de l'île de Hrísey. Plusieurs ports se trouvent sur ses rives dont Akureyri, la plus grande ville du Nord de l'Islande.

## Géographie
L'Eyjafjörður est un fjord long et étroit s'étirant sur 60 km. Son point le plus large fait 25 km et se situe entre Siglunes et Gjögurtá, au niveau de son embouchure, mais il oscille entre 6 et 10 km sur sa plus grande partie. Deux plus petits fjords, Ólafsfjörður et Héðinsfjörður, viennent se jeter dans l'Eyjafjörður sur son côté ouest. 
Le fjord est dominé par des collines et des montagnes sur ses deux côtés, mais celles-ci sont beaucoup plus hautes sur sa partie ouest notamment sur la péninsule de Tröllaskagi. Sur sa partie extérieure, plusieurs vallées mènent à l'Eyjafjörður, la plupart depuis l'ouest avec les deux plus importantes : Hörgárdalur et Svarfaðardalur. Dalsmynni est la seule vallée sur le côté est. Toutefois la plus grande vallée de l'Eyjafjörður est également appelée Eyjafjörður. Elle débouche directement au sud du fjord. C'est une vallée longue et large dans laquelle se trouve une des plus grandes régions agricoles de l'Islande.
Plusieurs rivières se jettent dans l'Eyjafjörður dont les plus importantes sont Eyjafjarðará, Fnjóská et Hörgá.
L'île de Hrísey, située au milieu de l'Eyjafjörður, est la deuxième plus grande île de la côte islandaise et souvent citée comme la « perle de l'Eyjafjörður ».

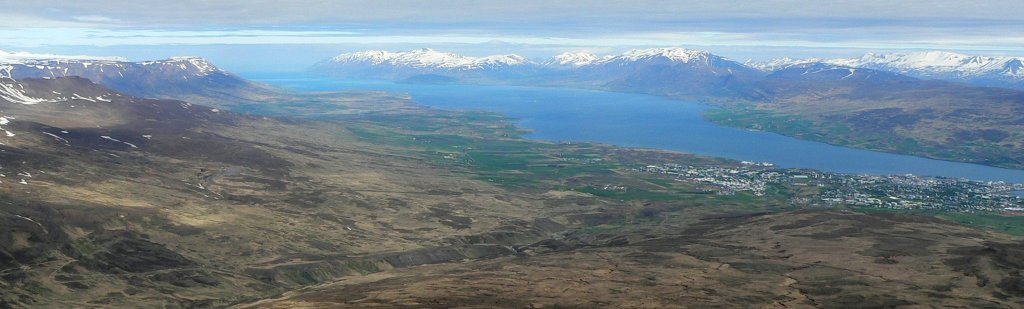
Vue panoramique de l'Eyjafjörður en été avec Akureyri en bas à droite.

## Population
La région de l'Eyjafjörður est la seconde de par son nombre d'habitants après l'aire urbaine de Reykjavik. La population était approximativement de 24 000 habitants en 2008 (ce chiffre exclut la ville de Siglufjörður et l'île de Grímsey qui sont souvent associées au Eyjafjörður mais qui n'y appartiennent pas au sens géographique.
La plus grande ville de l'Eyjafjörður est Akureyri. Les principales autres villes sont  Dalvík, Ólafsfjörður, Hrísey, Árskógssandur, Hauganes, Hjalteyri, Hrafnagil, Svalbarðseyri et Grenivík. La plupart de ces villes voient leurs activités reposer principalement sur les industries de la pêche et de l'agriculture. Toutefois, Akureyri est également un centre urbain dans lequel on retrouve bon nombre de services.

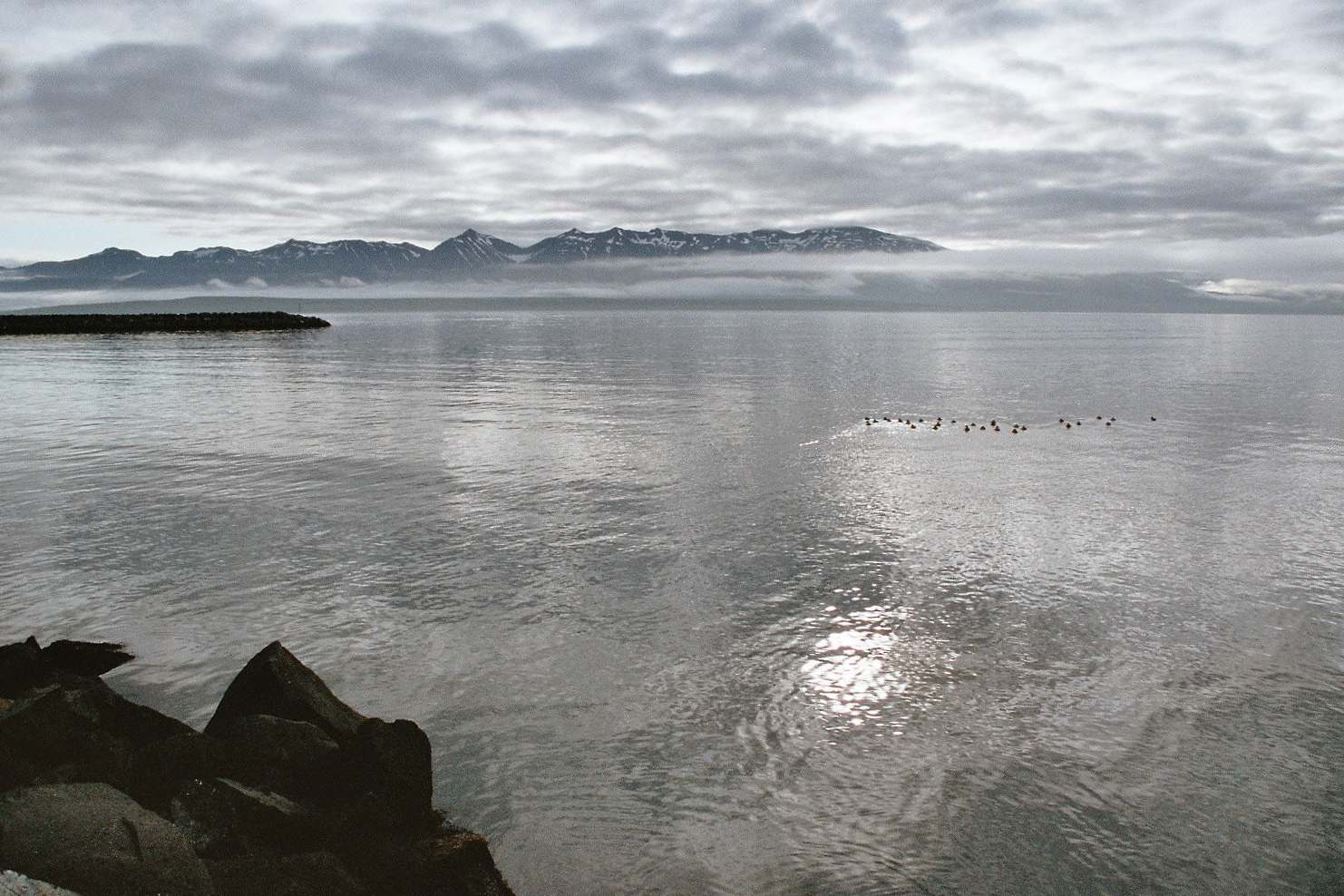
L'Eyjafjörður depuis la plage de Dalvík.